# Copa do Uruguai de Futebol de 2023
A Copa do Uruguai de Futebol de 2023, também conhecida oficialmente como Copa AUF Uruguay 2023, é a segunda edição da Copa do Uruguai, competição uruguaia de futebol organizada pela Associação Uruguaia de Futebol (AUF) (Asociación Uruguaya de Fútbol).
O torneio começou 21 de agosto com a fase preliminar da competição e terminou em 22 de maio de 2024 com a grande decisão. Participam da disputa clubes da primeira (Primera División), segunda (Segunda División Profesional), terceira (Primera División Amateur) e quarta (Divisional D) divisão do futebol uruguaio, além dos clubes oriundos da Organização do Futebol do Interior (OFI) (Organización del Fútbol del Interior).

## Regulamento
A competição tem um regulamento simples: todas as fases (preliminar, primera, segunda, terceira, oitavas de final, quartas, semifinal e final) ocorrem no sistema "mata-mata", em jogos únicos. Nas seis primeira fases, o mando de campo será respeitado, conforme indicado no sorteio. Os jogos da semifinal e final ocorrem em campos neutros.

## Equipes participantes
A competição foi disputada por 76 times, sendo 16 da Primera División, 12 da Segunda División, 23 da Primera División Amateur, 2 da División Amateur Metropolitana e 24 da Copa Nacional de Clubes. 
As equipes foram agrupadas em 5 zonas geográficas: uma zona para as equipes de Montevidéu, enquanto que os outros times foram divididos nas regiões Norte, Leste, Centro/Litoral e Sul/Metropolitana. Segue abaixa a lista dos clubes participantes:

### Primera División
| - Boston River |
| - Cerro        |
| - Cerro Largo  |
| - Danubio      |

| - Defensor Sporting   |
| - Deportivo Maldonado |
| - Fénix               |
| - La Luz              |

| - Liverpool              |
| - Montevideo City Torque |
| - Montevideo Wanderers   |
| - Nacional               |

| - Peñarol       |
| - Plaza Colonia |
| - Racing        |
| - River Plate   |

### Segunda División
| - Albion      |
| - Atenas      |
| - Bella Vista |
| - Cerrito     |

| - Juventud |
| - Miramar  |
| - Oriental |
| - Potencia |

| - Progreso       |
| - Rampla Juniors |
| - Rentistas      |

| - Sud América        |
| - Tacuarembó         |
| - Uruguay Montevideo |

### Primera División Amadora
| - Alto Perú       |
| - Basáñez         |
| - Bella Italia    |
| - Canadian        |
| - Central Español |

| - Colón              |
| - Cooper             |
| - Deportivo Italiano |
| - Durazno            |
| - Huracán Buceo      |

| - Los Halcones     |
| - Parque del Plata |
| - Paysandú         |
| - Platense         |
| - Rocha            |

| - Salto                      |
| - Predefinição:Futebol Salus |
| - Terremoto                  |
| - Villa Española             |
| - Villa Teresa               |

### Segunda División Amadora
| - Lito |

| - Deutscher |

| - Paso de la Arena |

| - Estudiantes del Plata |

### Copa Nacional de Clubes
| - Atlético Bella Vista |
| - Bairro Olímpico      |
| - Boquita              |
| - Campana              |
| - Central              |
| - Ferro Carril         |
| - Huracán (P)          |

| - Huracán (T)    |
| - Ituzaingó      |
| - Juanicó        |
| - Juventud (C)   |
| - Juventud Unida |
| - Laureles       |
| - Lavalleja      |

| - Libertad              |
| - Litoral               |
| - Nacional (C)          |
| - Piriápolis            |
| - Progreso de Atlántida |
| - Quilmes               |

| - Río Negro         |
| - Sportivo Barracas |
| - Universitario     |
| - Wanderers (C)     |
| - Wanderers (D)     |
| - Wanderers Juvenil |

## Sorteio
O sorteio para a definição dos chaveamentos da competição foi realizado em 16 de agosto de 2022.

## Fase preliminar
Os jogos únicos serão disputados em 21, 22, 23, 24, 29, 30 de agosto, 3, 5, 6, 7 e 9 de setembro.

### Zona AUF
| Equipe 1                   | Total       | Equipe 2              |
| -------------------------- | ----------- | --------------------- |
| Durazno                    | 1–2         | Cooper                |
| Platense                   | 0–0 (2–4 p) | Villa Española        |
| Basáñez                    | 1–0         | Deportivo Italiano    |
| Bella Italia               | 0–1         | Colón                 |
| Canadian                   | 1–1 (3–4 p) | Central Español       |
| Salto                      | 1–0         | Paysandú              |
| Lito                       | 3–1         | Paso de la Arena      |
| Terremoto                  | 2–0         | Alto Perú             |
| Huracán Buceo              | 1–1 (7–6 p) | Villa Teresa          |
| Predefinição:Futebol Salus | 1–0         | Parque del Plata      |
| Deutscher                  | 4–1         | Los Halcones          |
| Rocha                      | 2–0         | Estudiantes del Plata |

### Zona OFI

#### Leste
| Equipe 1        | Total       | Equipe 2    |
| --------------- | ----------- | ----------- |
| Bairro Olímpico | 2–2 (3–5 p) | Huracán (T) |
| Lavalleja       | 3–1         | Piriápolis  |
| Ituzaingó       | 1–1 (2–3 p) | Libertad    |

#### Centro-sul
| Equipe 1       | Total       | Equipe 2      |
| -------------- | ----------- | ------------- |
| Juventud (C)   | 1–0         | Wanderers (C) |
| Río Negro      | 2–2 (3–4 p) | Campana       |
| Juventud Unida | 0–1         | Nacional (C)  |

#### Centro-leste
| Equipe 1          | Total | Equipe 2              |
| ----------------- | ----- | --------------------- |
| Juanicó           | 1–0   | Boquita               |
| Wanderers Juvenil | 1–4   | Wanderers (D)         |
| Quilmes           | 3–0   | Progreso de Atlántida |

#### Litoral
| Equipe 1             | Total       | Equipe 2    |
| -------------------- | ----------- | ----------- |
| Sportivo Barracas    | 2–0         | Huracán (P) |
| Ferro Carril         | 5–1         | Laureles    |
| Atlético Bella Vista | 1–1 (4–2 p) | Litoral     |

## Primeira fase
Os 12 clubes da OFI enfrentarão os 12 da AUF, ambos, classificados da fase preliminar.
Os jogos únicos foram disputados em 5, 6, 7, 12, 13 e 14 de setembro.
| Equipe 1                   | Total       | Equipe 2             |
| -------------------------- | ----------- | -------------------- |
| Lavalleja                  | W.O.        | Rocha                |
| Huracán (T)                | 0–1         | Lito                 |
| Wanderers (D)              | 0–2         | Terremoto            |
| Juventud (C)               | 1–1 (4–3 p) | Salto                |
| Nacional (C)               | 1–1 (5–4 p) | Villa Española       |
| Campana                    | 1–1 (3–4 p) | Basáñez              |
| Colón                      | 1–1 (4–3 p) | Atlético Bella Vista |
| Predefinição:Futebol Salus | 0–4         | Juanicó              |
| Central Español            | 1–2         | Quilmes              |
| Cooper                     | 0–0 (2–4 p) | Libertad             |
| Huracán Buceo              | 1–1 (2–4 p) | Ferro Carril         |
| Deutscher                  | 0–1         | Sportivo Barracas    |

## Segunda fase
Os 12 clubes classificados da fase anterior, em condição de mandante, enfrentaram os clubes da segunda divisão de 2023 (exceto Tacuarembó e Oriental, campeão e vice-campeão da terceira divisão de 2022).
Os jogos únicos foram disputados em 11, 12, 18 e 19 de outubro.
| Equipe 1          | Total       | Equipe 2           |
| ----------------- | ----------- | ------------------ |
| Libertad          | 0–2         | Uruguay Montevideo |
| Ferro Carril      | 0–0 (4–3 p) | Bella Vista        |
| Sportivo Barracas | 1–1 (6–5 p) | Rentistas          |
| Nacional (C)      | 1–2         | Progreso           |
| Basáñez           | 0–1         | Cerrito            |
| Lavalleja         | 1–1 (3–1 p) | Juventud           |
| Quilmes           | 1–1 (6–7 p) | Rampla Juniors     |
| Terremoto         | 1–2         | Miramar            |
| Lito              | 0–2         | Sud América        |
| Juanicó           | 1–1 (2–4 p) | Atenas             |
| Juventud (C)      | 0–5         | Albion             |
| Colón             | 2–2 (5–6 p) | Potencia           |

## Terceira fase
Foi composta pelos 12 clubes classificados da fase anterior, mais o campeão e vice-campeão da Copa de Clubes da OFI de 2022 (Central de San José e Universitario de Salto), mais o campeão e vice-campeão da temporada 2022 da terceira divisão (Tacuarembó e Oriental), além das 16 equipes da primeira divisão, que estrearam na copa na condição de visitantes.
Os jogos únicos foram disputados em 26, 28, 29 e 30 de outubro, 6 e 7 de novembro.
| Equipe 1           | Total       | Equipe 2               |
| ------------------ | ----------- | ---------------------- |
| Ferro Carril       | 0–0 (3–5 p) | Cerro                  |
| Tacuarembó         | 1–2         | Fénix                  |
| Miramar            | 0–0 (3–5 p) | Montevideo Wanderers   |
| Albion             | 0–2         | River Plate            |
| Uruguay Montevideo | 1–2         | Plaza Colonia          |
| Cerrito            | 0–3         | Defensor Sporting      |
| Rampla Juniors     | 2–2 (6–7 p) | La Luz                 |
| Lavalleja          | 1–3         | Danubio                |
| Sud América        | 0–3         | Peñarol                |
| Universitario      | 1–3         | Boston River           |
| Atenas             | 2–2 (3–4 p) | Liverpool              |
| Potencia           | 0–4         | Nacional               |
| Progreso           | 1–1 (0–1 p) | Montevideo City Torque |
| Central            | 0–0 (3–2 p) | Deportivo Maldonado    |
| Sportivo Barracas  | 3–2         | Cerro Largo            |
| Oriental           | 1–0         | Racing                 |

## Fase Final
|  | Oitavas de final       | Oitavas de final       |      |                        | Quartas de final | Quartas de final |  |             | Semifinais | Semifinais |  |                   | Final | Final |
|  |                        |                        |      |                        |                  |                  |  |             |            |            |  |                   |       |       |
|  | Cerro                  | 1(3)                   |      |                        |                  |                  |  |             |            |            |  |                   |       |       |
|  | Fénix                  | 1(2)                   |      |                        |                  |                  |  |             |            |            |  |                   |       |       |
|  | Fénix                  | 1(2)                   |      | Cerro                  | 1(4)             |                  |  |             |            |            |  |                   |       |       |
|  |                        |                        |      | Cerro                  | 1(4)             |                  |  |             |            |            |  |                   |       |       |
|  |                        | River Plate            | 1(5) |                        |                  |                  |  |             |            |            |  |                   |       |       |
|  | Montevideo Wanderers   | River Plate            | 1(5) | 0                      |                  |                  |  |             |            |            |  |                   |       |       |
|  | Montevideo Wanderers   |                        |      | 0                      |                  |                  |  |             |            |            |  |                   |       |       |
|  | River Plate            | 4                      |      |                        |                  |                  |  |             |            |            |  |                   |       |       |
|  | River Plate            | 4                      |      |                        |                  |                  |  | River Plate | 1          |            |  |                   |       |       |
|  |                        |                        |      |                        |                  |                  |  | River Plate | 1          |            |  |                   |       |       |
|  |                        | Defensor Sporting      | 2    |                        |                  |                  |  |             |            |            |  |                   |       |       |
|  | Plaza Colonia          | Defensor Sporting      | 2    | 0                      |                  |                  |  |             |            |            |  |                   |       |       |
|  | Plaza Colonia          |                        |      | 0                      |                  |                  |  |             |            |            |  |                   |       |       |
|  | Defensor Sporting      | 1                      |      |                        |                  |                  |  |             |            |            |  |                   |       |       |
|  | Defensor Sporting      | 1                      |      | Defensor Sporting      | 1                |                  |  |             |            |            |  |                   |       |       |
|  |                        |                        |      | Defensor Sporting      | 1                |                  |  |             |            |            |  |                   |       |       |
|  |                        | Danubio                | 0    |                        |                  |                  |  |             |            |            |  |                   |       |       |
|  | La Luz                 | Danubio                | 0    | 0                      |                  |                  |  |             |            |            |  |                   |       |       |
|  | La Luz                 |                        |      | 0                      |                  |                  |  |             |            |            |  |                   |       |       |
|  | Danubio                | 1                      |      |                        |                  |                  |  |             |            |            |  |                   |       |       |
|  | Danubio                | 1                      |      |                        |                  |                  |  |             |            |            |  | Defensor Sporting | 2(4)  |       |
|  |                        |                        |      |                        |                  |                  |  |             |            |            |  | Defensor Sporting | 2(4)  |       |
|  |                        | Montevideo City Torque | 2(2) |                        |                  |                  |  |             |            |            |  |                   |       |       |
|  | Peñarol                | Montevideo City Torque | 2(2) | 2                      |                  |                  |  |             |            |            |  |                   |       |       |
|  | Peñarol                |                        |      | 2                      |                  |                  |  |             |            |            |  |                   |       |       |
|  | Boston River           | 0                      |      |                        |                  |                  |  |             |            |            |  |                   |       |       |
|  | Boston River           | 0                      |      | Peñarol                | 3                |                  |  |             |            |            |  |                   |       |       |
|  |                        |                        |      | Peñarol                | 3                |                  |  |             |            |            |  |                   |       |       |
|  |                        | Liverpool              | 1    |                        |                  |                  |  |             |            |            |  |                   |       |       |
|  | Liverpool              | Liverpool              | 1    | 2                      |                  |                  |  |             |            |            |  |                   |       |       |
|  | Liverpool              |                        |      | 2                      |                  |                  |  |             |            |            |  |                   |       |       |
|  | Nacional               | 1                      |      |                        |                  |                  |  |             |            |            |  |                   |       |       |
|  | Nacional               | 1                      |      |                        |                  |                  |  | Peñarol     | 1          |            |  |                   |       |       |
|  |                        |                        |      |                        |                  |                  |  | Peñarol     | 1          |            |  |                   |       |       |
|  |                        | Montevideo City Torque | 3    |                        |                  |                  |  |             |            |            |  |                   |       |       |
|  | Montevideo City Torque | Montevideo City Torque | 3    | 2                      |                  |                  |  |             |            |            |  |                   |       |       |
|  | Montevideo City Torque |                        |      | 2                      |                  |                  |  |             |            |            |  |                   |       |       |
|  | Deportivo Maldonado    | 0                      |      |                        |                  |                  |  |             |            |            |  |                   |       |       |
|  | Deportivo Maldonado    | 0                      |      | Montevideo City Torque | 8                |                  |  |             |            |            |  |                   |       |       |
|  |                        |                        |      | Montevideo City Torque | 8                |                  |  |             |            |            |  |                   |       |       |
|  |                        | Sportivo Barracas      | 1    |                        |                  |                  |  |             |            |            |  |                   |       |       |
|  | Sportivo Barracas      | Sportivo Barracas      | 1    | 1(5)                   |                  |                  |  |             |            |            |  |                   |       |       |
|  | Sportivo Barracas      |                        |      | 1(5)                   |                  |                  |  |             |            |            |  |                   |       |       |
|  | Oriental               | 1(4)                   |      |                        |                  |                  |  |             |            |            |  |                   |       |       |

### Oitavas de final
| Equipe 1               | Total         | Equipe 2            |
| ---------------------- | ------------- | ------------------- |
| Cerro                  | 1 – 1 (3–2 p) | Fénix               |
| Montevideo Wanderers   | 0 – 4         | River Plate         |
| Plaza Colonia          | 0 – 1         | Defensor Sporting   |
| La Luz                 | 0 – 1         | Danubio             |
| Peñarol                | 2 – 0         | Boston River        |
| Liverpool              | 2 – 1         | Nacional            |
| Montevideo City Torque | 2 – 0         | Deportivo Maldonado |
| Sportivo Barracas      | 1 – 1 (5–4 p) | Oriental            |

### Quartas de final
| Equipe 1               | Total         | Equipe 2          |
| ---------------------- | ------------- | ----------------- |
| Cerro                  | 1 – 1 (4–5 p) | River Plate       |
| Defensor Sporting      | 1 – 0         | Danubio           |
| Peñarol                | 3 – 1         | Liverpool         |
| Montevideo City Torque | 8 – 1         | Sportivo Barracas |

### Semifinais
| Equipe 1    | Total | Equipe 2               |
| ----------- | ----- | ---------------------- |
| River Plate | 1 – 2 | Defensor Sporting      |
| Peñarol     | 1 – 3 | Montevideo City Torque |

### Final
| 22 de maio de 2024 | Defensor Sporting       | 2 – 2 | Montevideo City Torque   | Estádio Centenario |
| (UTC−3)            | Rivero 42' · Wunsch 82' |       | 6' Teuten · 52' Zeballos |                    |

|                                   |       | Penalidades                        |  |
| Rivero Duarte Giampaoli Rodríguez | 4 – 2 | Catarozzi Villa Pizzichillo Teuten |  |

## Premiação
| Copa do Uruguai de Futebol de 2023      |
| --------------------------------------- |
| Defensor Sporting Bicampeão (2º título) |